# جوليان هوفمان (ملحن)
جوليان هوفمان (بالفرنسية: Julien Hoffmann)‏ هو موزع وملحن ومغني لوكسمبورغي، ولد في 31 مايو 1924 في لوكسمبورغ في لوكسمبورغ، وتوفي في 2007.